# Дзярно (Пултуський повіт)
Дзярно (пол. Dziarno) — село в Польщі, у гміні Сьверче Пултуського повіту Мазовецького воєводства.
Населення — 88 осіб (2011).
У 1975-1998 роках село належало до Цехановського воєводства.

## Демографія
Демографічна структура станом на 31 березня 2011 року:
|          | Загалом | Допрацездатний вік | Працездатний вік | Постпрацездатний вік |
| -------- | ------- | ------------------ | ---------------- | -------------------- |
| Чоловіки | 50      | 14                 | 26               | 10                   |
| Жінки    | 38      | 3                  | 22               | 13                   |
| Разом    | 88      | 17                 | 48               | 23                   |